# Thủ tướng Phần Lan
Thủ tướng Phần Lan (tiếng Phần Lan: pääministeri, Tiếng Thuỵ Điển: statsminister) là người đứng đầu chính phủ Phần Lan. Thủ tướng được bổ nhiệm bởi Tổng thống. Thủ tướng hiện nay là Petteri Orpo của Đảng Liên minh quốc gia